# L'amour est un cadeau
Love Is an Open Door
Pistes de La Reine des neiges
Le Renouveau Libérée, délivrée
Pistes de Frozen
For the First Time in Forever Let It Go
L'amour est un cadeau (Love Is an Open Door) est une chanson tirée du film d'animation La Reine des neiges. Les paroles ont été écrites par Kristen Anderson-Lopez et la musique composée par Robert Lopez. Il s'agit d'un duo amoureux entre la princesse Anna d'Arendelle et le prince Hans des Îles du Sud, faits pour être ensemble.
La chanson a été interprétée par les voix suivantes (liste sélective) :
- Version originale : Kristen Bell et Santino Fontana[1] ;
- Version française : Emmylou Homs et Guillaume Beaujolais[1] ;
- Version québécoise : Véronique Claveau et Charles Pomerlo.

## Résumé
Alors que le bal du couronnement a commencé, Anna et Elsa se parlent à nouveau et retrouvent peu à peu leur complicité d'autrefois, mais cette dernière explique qu'elles ne pourront pas renouer leur relation d'enfance. Sur ce, Anna s'éloigne, effondrée. Arrive alors le prince Hans, qu'elle a rencontré plus tôt. Ils partent se promener et s'avouent leurs sentiments. Aveuglée, Anna voit Hans comme son double masculin et la chanson se termine par la demande en mariage du prince. C'est ce qui causera par la suite la découverte des pouvoirs de la reine Elsa. On apprend à la fin du film qu'il s'agissait d'une ruse de Hans qui voulait accéder au trône par le mariage.

## Classements
| Classements (2013–14)                         | Meilleure position atteinte |
| --------------------------------------------- | --------------------------- |
| Australie (ARIA)                              | 94                          |
| Corée du Sud (Gaon International Chart)       | 2                           |
| Corée du Sud (Gaon Chart)                     | 21                          |
| États-Unis Billboard Hot 100                  | 49                          |
| Royaume-Uni Singles (Official Charts Company) | 56                          |